# Сантос Коста, Марио Сержио
Ма́рио Се́ржио Са́нтос Ко́ста, более известный как Мари́ньо (порт. Mário Sérgio Santos Costa; Marinho; род. 29 мая 1990 года, Пенеду, штат Алагоас) — бразильский футболист, фланговый нападающий «Фламенго».

## Биография
Мариньо занимался футболом в школах «Коринтианс Алагоано», «Сантоса» и «Флуминенсе». За взрослую команду «Флу» дебютировал 30 марта 2008 года, выйдя на замену в матче Лиги Кариоки против «Ботафого» (поражение 1:3). 11 мая в гостевой игре против «Атлетико Минейро» нападающий дебютировал в бразильской Серии A, также выйдя на поле на замену.
В 2009 году Мариньо перешёл в «Интернасьонал», но играл здесь очень редко. Впрочем, дебютная игра против «Ульбры» в Лиге Гаушу 5 февраля 2009 года, в которой нападающий вышел на замену на 81 минуте, позволила ему поучаствовать в итоговой победе в чемпионате штата. В 2011 году Мариньо сыграл два матча в Лиге Гаушу, и во второй раз стал чемпионом штата. Большую же часть времени он провёл в арендах — в СЭР Кашиас, «Паране», «Гоясе» и «Итуано». Вместе с «Гоясом» в 2012 году Мариньо стал чемпионом штата и выиграл бразильскую Серию B.
В 2014 году Мариньо выступал за «Наутико», после чего подписал контракт с «Сеарой». В 5 туре Серии B 2015 Мариньо стал лучшим игроком матча против «Санта-Круза» — благодаря дублю нападающего его команда сумела сыграть вничью 3:3. Однако после второго забитого мяча Марио сорвал с себя футболку и получил жёлтую карточку, ставшей третьей в сезоне. Это автоматически вызвало его дисквалификацию на следующую игру. Об этом игроку сообщил у бровки репортёр, и Мариньо, не знавший об особенностях регламента Серии B, нецензурно выругался в прямом эфире. Как оказалось, это в любом случае была последняя игра Мариньо за «Сеару», поскольку вскоре нападающего приобрёл «Крузейро». В первой же игре за «лис» 4 июля 2015 года Мариньо забил гол в ворота «Атлетико Паранаэнсе» (2:0) в рамках Серии A. Однако до конца сезона он больше не отметился результативными действиями, и в январе 2016 года был отдан в аренду в салвадорскую «Виторию».
Выиграв с «Виторией» чемпионат штата Баия, Мариньо подписал с клубом полноценный контракт.
В 2017—2018 годах Мариньо выступал в Китае за команду «Чанчунь Ятай».
После возвращения на родину полтора сезона отыграл за «Гремио», в 2019 году в третий раз за карьеру став чемпионом штата Риу-Гранди-ду-Сул.
С 2019 года выступает за «Сантос». Вместе с командой занял второе место в чемпионате Бразилии 2019. Лучшим в карьере для Мариньо стал 2020 год — он забил столько же голов, что и в период выступлений за «Виторию», но самое главное — это выступления команды, которая сумела дойти до финала Кубка Либертадорес 2020. Мариньо в этом розыгрыше в 10 матчах отметился четырьмя забитыми голами.

## Титулы и достижения
Командные
- Чемпион штата Риу-Гранди-ду-Сул (3): 2009, 2011, 2019
- Чемпион штата Баия (1): 2016
- Чемпион штата Гояс (1): 2012
- Обладатель Кубка Нордесте (1): 2015
- Вице-чемпион Бразилии (1): 2019
- Чемпион Бразилии в Серии B (1): 2012
- Финалист Кубка Либертадорес (1): 2020

Личные
- Футболист года в Южной Америке (1): 2020